# Меттью Россе
Меттью Россе (фр. Matthieu Rosset, 26 травня 1990) — французький стрибун у воду.
Учасник Олімпійських Ігор 2012, 2016, 2020 років.